# Andrian Candu
Andrian Candu (n. 27 noiembrie 1975, Chișinău, RSS Moldovenească, URSS) este fost președinte al Parlamentului Republicii Moldova în perioada 23 ianuarie 2015 - 24 februarie 2019. Ulterior s-a retras din viața politică și a revenit în domeniul consultanței, fiind specializat, în prezent (2024), pe dezvoltare de proiecte.
Candu a fost vicepreședinte al Parlamentului Republicii Moldova între 30 mai 2013 — 11 iulie 2014, viceprim-ministru, ministru al economiei Republicii Moldova din 2 iulie 2014 — 23 ianuarie 2015, președinte al Parlamentului Republicii Moldova între 23 ianuarie 2015 — 24 februarie 2019, deputat al fracțiunii PDM în Parlamentul Republicii Moldova în 3 legislaturi consecutive: 24 decembrie 2010 — 11 iulie 2014, 9 decembrie 2014 — 9 martie 2019, 9 martie 2019 — 19 februarie 2020. În 20 februarie 2020, alături de cinci deputați, Andrian Candu a format Grupul Parlamentar „PRO MOLDOVA”, înregistrat ulterior în calitate de partid politc, pe care l-a condus în calitate de președinte timp de 1,5 ani.

## Studii
După ce a finalizat studiile gimnaziale la școala nr. 25, în prezent Liceul Teoretic „Onisifor Ghibu” din Chișinău, în 1991 Andrian Candu a fost înscris la Liceul de Informatică „Tiberiu Popovici” din Cluj-Napoca, România. În 1994, a obținut diplomă de bacalaureat. În toamna aceluiași an, Candu a fost admis la Facultatea de Drept a Universității „Babeș- Bolyai”. După patru ani de studii, el a devenit licențiat în drept. În perioada septembrie 2007–iunie 2008, a studiat la Universitatea de Economie și Administrare a Afacerilor⁠(d) din Viena, Institutul de Drept Fiscal Austriac și Internațional, Programul Postuniversitar în Drept Fiscal Internațional (Viena, Austria), obținând la final diploma de master.
În anul 2001, Andrian Candu a urmat cursul „Drepturile Omului și Programul de Aplicare”, organizat la Institutul de Drept European al Universității din Birmingham (Regatul Unit). În același an, Candu obține diplomă de participare la seminarul „Administrarea Publică și Individul prin prisma Convenției Europene a Drepturilor Omului”, susținut în cadrul Unidem Campus, Comisia de la Veneția, din Trieste, Italia. Un an mai târziu, la Universitatea din Western Cape⁠(d), devine cursant al Academiei Internaționale a Drepturilor Omului (Insula Robben, Cape Town, Africa de Sud).

## Carieră
După finalizarea studiilor universitare în anul 1998, revine în Moldova, unde timp de patru ani a fost consultant principal în cadrul Comisiei parlamentare pentru Politică Externă. În această perioadă, începe să predea Dreptul Internațional la Academia de Administrare Publică de pe lângă Președintele Republicii Moldova. A activat în calitate de lector până în anul 2004. În 2002, devine manager senior al companiei PricewaterhouseCoopers Moldova, funcție pe care o exercită până în anul 2010. Aici, a fost responsabil de gestionarea unei largi game de proiecte în domeniile impozitării persoanelor fizice și juridice, consultanță în domeniul impozitării expatriaților, consultanță juridică și altele. Pentru o perioadă scurtă de timp, în anul 2010 este numit director general al companiei Prime Management, unde a fost liderul unei echipe responsabile de gestionarea unor întreprinderi din diferite domenii și industrii printre care: financiar – bancar, imobiliar, media, hotelier și servicii. La sfârșitul anului 2010, este ales deputat în Parlamentul Republicii Moldova și membru al Comisiei parlamentare Juridică, Numiri și Imunități. În mai 2013, devine vicepreședinte al Parlamentului Republicii Moldova, funcție pe care o deține până în luna iulie 2014, când este numit prin ordinul președintelui Republicii Moldova viceprim-ministru, ministru al economiei. În data de 23 ianuarie 2015, este ales președinte al Parlamentului Republicii Moldova cu votul a 59 de deputați.
În anul 2012, Consiliul Politic Național al Partidului Democrat din Moldova l-a ales pe Andrian Candu în calitate de vicepreședinte al formațiunii, funcție deținută până pe 29 iunie 2019. Politicianul a fost membru al Asociației de Drept Internațional din Moldova și director general al Asociației Oamenilor de Afaceri din Moldova.
În data de 19 februarie 2020, în urma scindării fracțiunii Partidului Democrat din Moldova, Andrian Candu, împreună cu un grup de deputați PDM, a părăsit fracțiunea democraților și a partidului. Pe 20 februarie 2020 aceștea au anunțat, în cadrul unui briefing de presă, despre constituirea grupului parlamentar PRO MOLDOVA. Ulterior, grupului parlamentar cu aspirații europene s-au alăturat alți 8 deputați, numărând în total 14 parlamentari. În data de 18 iunie 2020, grupul parlamentar PRO MOLDOVA devine partid politic, iar Andrian Candu este ales președintele acestuia.
În data de 1 septembrie, Andrian Candu a fost desemnat de către Consiliul Național Politic PRO MOLDOVA candidat din partea formațiunii la alegerile prezidențiale din 1 noiembrie 2020.  
În octombrie 2021, acesta s-a retras din politică, depunându-și mandatul de președinte al Partidului Politic PRO MOLDOVA.
Andrian Candu vorbește fluent engleza și rusa.

## Publicații
În perioada desfășurării activității sale profesionale, Andrian Candu a pregătit materiale pentru publicare și publicații, printre care: Contractul de vânzare-cumpărare - diferența între legislația engleză și cea română, Parlamentul European, organizare și activitate, Arbitrajul Comercial Internațional, diferența între legislația națională, română și cea rusă, Comunitatea Statelor Independente, succes sau eșec?, Abuzurile în Tratatele de evitare a dublei impuneri, Evoluția tratatelor fiscale – Raport de țară, România.

## Viața personală
Andrian Candu este căsătorit cu Zuzana Candu, are trei copii: Daniel, Vera și Adam.

## Distincții
În aprilie 2015, printr-un decret al președintelui Republicii Moldova Nicolae Timofti, i-a fost conferit Ordinul de Onoare. Andrian Candu a primit această distincție „în semn de înaltă apreciere a contribuției la promovarea reformelor bazate pe valorile și standardele europene, pentru merite deosebite în asigurarea negocierii, semnării și ratificării Acordului de asociere Republica Moldova – Uniunea Europeană, aportul la liberalizarea regimului de vize cu statele membre ale UE și ale spațiului Schengen”.
În noiembrie 2018, a fost decorat de Liviu Dragnea cu Colanul Parlamentului, cea mai înaltă distincție a Camerei Deputaților din Parlamentul României.